# Alain Nitchaeff
 (mai 2023).
Il peut être nécessaire de l'améliorer pour respecter le principe de neutralité de point de vue. Veuillez consulter la page de discussion pour plus de détails.

 (février 2024).
 (février 2024).
Si vous disposez d'ouvrages ou d'articles de référence ou si vous connaissez des sites web de qualité traitant du thème abordé ici, merci de compléter l'article en donnant les références utiles à sa vérifiabilité et en les liant à la section « Notes et références ».
Alain Nitchaeff, né le 9 septembre 1953 à Bruxelles, est un comédien, metteur en scène, auteur dramatique et chansonnier vaudois.

## Biographie
Alain Nitchaeff naît à Bruxelles le 9 septembre 1953 dans un contexte familial difficile. Non reconnu par son père, il passe ses premières années entre Bruxelles et Liège avant de suivre sa mère à Lausanne. Il découvre à treize ans le monde du théâtre auprès de son parrain, Pierre Dumaine, comédien belge. Aussi, après des études à l'Athénée Royal d'Etterbeek, c'est d'abord à Lausanne qu'il se forme comme comédien auprès de Paul Pasquier (1970), avant de compléter sa formation en Belgique, aux Académies royales d'Anderlecht et de Bruxelles entre 1971 et 1974. Durant cette même période, il travaille en tant qu'apprenti régisseur de plateau au théâtre du Méridien de Bruxelles, il reste de son propre aveu un jeune comédien hâbleur et sans le sou, jusqu'à ce qu'il rencontre Pierre Crettol et se mette alors sérieusement au travail.
Alain Nitchaeff avouera plus tard n'avoir jamais eu la fibre d'un comédien; il trouve sa voie dans l'écriture de monologues. Le premier est donné en 1975 à Paris. Suivra, chaque année, au théâtre du Vide-Poche de Lausanne un nouveau monologue, parmi lesquels on peut citer: Pourquoi je casse mes jouets (1976), Que cherches-tu, Auguste? (1977), Contes à mourir debout (1979), Clown à la carte (1983). Deux de ces romans ont été publiés: Charity please (Editions du Sauvage, 1978), Les Moutons mécaniques (Editions du Sauvage, 1980), ainsi que le texte du monologue Châteaux de fables (Editorel, 1984). Durant cette période, il écrit également une pièce policière pour la Radio Suisse Romande, La maison vivante avec Jacky Lagger. En 1984, il joue avec le Théâtre pour enfants de Lausanne dans La cage aux clowns, présenté au Festival international de théâtre pour enfants au casino de Montbenon. Il travaille également avec Gérard Bétant sous le chapiteau du théâtre Tel Quel à Bellerive entre 1986 et 1990. En 1990, Alain Nitchaeff joue lors de la Coupe du Monde d'improvisation à Bruxelles; il enseigne cette discipline entre 1994 et 1996 et devient entraîneur, de 1990 à 1999, de l'équipe suisse d'improvisation et de l'équipe vaudoise d'improvisation, lauréate de la Coupe Suisse de 1995. Il crée durant cette période le site officiel et mondial des ligues d'improvisation et est responsable Internet de l'improvisation au festival Juste pour Rire de Montréal.En parallèle, il continue de monter ses propres spectacles, comme La merveilleuse histoire de Lambert Bottin, employé de banque, créé pour la Société de Banques suisses au théâtre municipal de Lausanne en 1987, Maman qui, après sa création au théâtre du Vide-Poche de Lausanne, connaît 250 représentations en Suisse et en France, y compris au Festival d'Avignon (1991-1992) et Angel Blues en 1996. Il poursuit également la création de ses monologues, comme Homo cyberneticus en 1998. Alain Nitchaeff crée un nouveau lieu de spectacle à Lutry en 1997, le Quiproquo, et en est le responsable artistique, jusqu'à ce que le théâtre cesse ses activités deux ans plus tard. À partir de 1999, il compose et met en scène la Revue de Lutry, la plus ancienne revue du canton de Vaud. Enfin, en 2000, réalisant son rêve d'avoir un théâtre à lui à côté duquel il puisse cuisiner pour ses amis, il ouvre en 2000 à Lutry le cabaret de l'Esprit frappeur, scène consacrée essentiellement à la chanson francophone "à texte", qui lui permet d'inviter Michel Bühler, Romain Didier, Anne Sylvestre ou encore Graeme Allwright, Gilbert Laffaille, Angélique Ionatos et Allain Leprest, et offre au comédien l'occasion de monter sur scène en tant que chanteur. Il crée plusieurs spectacles avec ses propres textes mis en musique par différents compositeurs: Châteaux de fables, enregistré en 2005 à l'Esprit Frappeur, chansons arrangées par Jean-Louis Beydon et Johanne Mathaly; suit le spectacle L'effileur de temps qui rencontre un certain succès et connaît une belle carrière en tournée, sur des chansons d'Alain Nitchaeff mises en musique par Romain Didier et Thierry Garcia, avec des musiques d'ambiance de Jean Duperrex (2006-2008), enfin, en 2011, le spectacle En mon âme ai confiance mis en musique par Antoine Auberson. En 2015, il présente "Trafic d'âmes", sur des musiques composées par Romain Didier. Sur scène, il est accompagné par Serge Kottelat, David Caraccio, Gabriele Schira et Antoine Quinet. Au cours de cette même année, il réalise son premier CD studio à Bruxelles, chez LowMans land. En 2016, il présente son premier tour de chant regroupant des chansons de "Trafic d'ames", de "l'effileur de temps", de "En mon âme ai confiance" ainsi que deux nouvelles chansons mises en musique par Antoine Quinet. Il prépare actuellement un recueil de ses textes de chansons, intitulé "Ni Dieu, Nitchaeff" ainsi qu'un livre sur l'histoire des cabarets chansons en Suisse. Tous deux seront publiés aux Editions de l'Harmattan.
2017: Nouveau tour de chant avec six musiciens, Serge Kottelat aux guitares, Joelle Mauris au violoncelle, Annick Rody au violon, Gabriele Schira à la batterie, Tiziano Tomasetti à la basse et Antoine Quinet aux claviers. 
En mai 2019, son tour de chant comprendra une dizaine de nouvelles chansons, mises en musiques par Antoine Auberson, Antoine Quinet et Romain Didier, toujours avec les mêmes musiciens. Deux choristes viendront compléter l'équipe.
En 2023, il remonte sur scène en compagnie de Pascal Rinaldi et de Vincent Zanetti: Création à l'Esprit Frappeur de "Hommage à Julos Beaucarne" qui connait un très grand succès.

## Sources
- « Alain Nitchaeff », sur la base de données des personnalités vaudoises sur la plateforme « Patrinum » de la Bibliothèque cantonale et universitaire de Lausanne.
- Julien Barroche, « Alain Nitchaeff », dans le Dictionnaire du théâtre en Suisse en ligne.
- Kuffer, Jean-Louis, "Auteur, cuistot, en son âme il a confiance", 24 Heures, 2011/12/12, p. 36
- Kuffer, Jean-Louis, "Alain Nitchaeff s'installe à l'Esprit Frappeur", 24 Heures, 2007/10/10, p. 37
- "Alain Nitchaeff", Le Matin, 2007/09/09, p. 33
- Baumgartner, Claude, "C'est un choix de vie!", Le Matin, 2006/12/06, p. 28
- "Alain Nitchaeff tient le cap", 24 Heures, 2009/11/13, p. 38
- "Enchanteurs châteaux de fables", Le Matin, 2005/11/17, p. 69
- Dubath, Philippe, "Allons frapper à la porte de l'Esprit Frappeur en fête", 24 Heures, 2010/09/10, p. 26
- Horner, Olivier, "Le frondeur Henri Tachan ouvre la saison à l'Esprit Frappeur", Le Temps, 2003/10/02
- "Les châteaux de fables d'Alain Nitchaeff", Le Progrès, Lyon, 200511/07, p. 4
- "L'Esprit frappera de jolis coups", 24 Heures, 2008/09/18, p. 32
- "Un effileur de temps au bord du lac", Le Progrès, Lyon, 2008/04/03, p. 33.